# Rivne, Huleaipole
Rivne (în ucraineană Рівне) este un sat în comuna Dolînka din raionul Huleaipole, regiunea Zaporijjea, Ucraina.

## Demografie
Componența lingvistică a localității Rivne
     Ucraineană (84,91%)
     Rusă (11,32%)
Conform recensământului din 2001, majoritatea populației localității Rivne era vorbitoare de ucraineană (84,91%), existând în minoritate și vorbitori de rusă (11,32%) și armeană (3,77%).